# Jesús Rey
Jesús Rey (Lima, 9 de febrero de 1988) exfutbolista peruano. Juega de delantero. Es hijo del ex delantero crema Eduardo Rey Muñoz y hermano mayor del delantero Johan Rey. Jugó el mundial sub-17 realizado en Perú destacando en el elenco juvenil.

## Trayectoria
Empezó su carrera como futbolista en el 2003 con el Estudiantes de Medicina, un año más tarde debutó en Primera División con Universitario de Deportes. En el 2005, Rey estuvo a prueba en el Bayern de Múnich, sin embargo, el cuadro muniqués y Universitario no se pusieron de acuerdo en la parte económica, por lo que el jugador tuvo que volver al Perú. En el 2007, fue cedido en préstamo al Deportivo Municipal, y ese mismo año, Rey viajó a Europa esta vez para probarse en el Grasshopper de Suiza. En el 2008 fue transferido al Juan Aurich y en enero de 2009 fue fichado por el Coronel Bolognesi.

## Selección nacional
Ha sido internacional con la selección de fútbol sub-20 del Perú, con la cual disputó el Campeonato Sudamericano de Fútbol Sub-20 de 2007 realizado en Paraguay.

## Clubes
| Club                      | País | Año         |
| ------------------------- | ---- | ----------- |
| Estudiantes de Medicina   | Perú | 2003        |
| Universitario de Deportes | Perú | 2004 - 2007 |
| Deportivo Municipal       | Perú | 2007        |
| Juan Aurich               | Perú | 2008        |
| Coronel Bolognesi         | Perú | 2009        |
| Total Chalaco             | Perú | 2010        |
| Alianza Atlético          | Perú | 2011        |
| Alfonso Ugarte            | Perú | 2012        |
| Real Garcilaso            | Perú | 2013        |
| San Simón                 | Perú | 2014        |
| Alfonso Ugarte            | Perú | 2015        |
| Deportivo Binacional      | Perú | 2016        |
| Credicoop San Román       | Perú | 2018        |